# Farid al-Atrash
Farid al-Atrash, també transcrit Farid El-Atrache (àrab: فريد الأطرش, Farīd al-Aṭrax) (Al-Qurayya, 21 d'abril de 1917 - Beirut, 26 de desembre de 1974), va ser un cantant, compositor i actor egipci d'origen siri. Al-Atrash es va embarcar en una carrera de gran èxit durant més de quatre dècades, enregistrant unes 500 cançons i protagonitzant 31 pel·lícules. A vegades anomenat «màlik al-ud», ‘el rei de l'ud’, o «amir al-ud», ‘el príncep de l'ud’, és una de les figures més importants de la música àrab del segle xx.

## Lloc i data de naixement
Existeixen discrepàncies sobre el lloc i la data del seu naixement. Algunes fonts el fan nascut el 18 o el 19 d'octubre de 1910, mentre d'altres endarrereixen el naixement al 21 d'abril de 1917, i encara altres l'avancen a l'any 1905 o el daten l'any 1914 o la festivitat d'Id al-Ad·ha de l'any 1915. Tampoc hi ha acord sobre el lloc de naixement, més enllà que va néixer a la regió de la Muntanya Drusa, a l'actual Síria. Algunes fonts el fan nascut a la ciutat d'As-Suwayda, mentre altres afirmen que va néixer a la localitat d'Al-Qurayya, on la seva família tenia propietats. Tanmateix, segons una defectuosa fotografia d'una carta d'identitat emesa per l'Estat de la Muntanya Drusa, hauria nascut a As-Suwayda l'any 1917.

## Primers anys de vida
El seu pare, Fahd al-Atrash, era sirià i la seva mare, Alia al-Mundhir, libanesa, de Hasbayeh. Els al-Atrash eren una de les més importants famílies druses de la regió de la Muntanya Drusa, que s'havia significat en la lluita contra l'exèrcit colonial francès.
Fahd al-Atrash va ser educat a Istambul i es va casar amb Alia al-Mundhir cap a l'any 1910, moment en què Fahd hauria estat nomenat jutge a As-Suwayda.
Alia, com el seu germà Khalil, cantava i tocava l'ud, la qual cosa segurament desvetllà el talent musical del seu fill Farid. Alia, a més, fou la primera dona en conduir un automòbil a Beirut.
Quan Farid tenia uns deu anys, coincidint amb una revolta a la Muntanya Drusa en contra del domini colonial francès, la seva mare va decidir emigrar a Egipte amb els seus tres fills, Farid, Fouad i Amal. Les raons no són clares, i tant podria ser per evitar les represàlies dels francesos com perquè era infeliç amb el seu marit (que se'n va divorciar). En ser sufocada la revolta, Fahd va romandre a la Muntanya Drusa i no es va exiliar, com altres combatents, però Alia no va voler retornar i va romandre a Egipte. Al Caire, Alia va ocultar la identitat drusa, la qual cosa va permetre que els seus fills es matriculessin en una escola cristiana.
Arran de la participació de Farid, ja un adolescent, al cor escolar catòlic, s'hi va fixar un dels amics musicals de la seva mare (Farid Ghusn, Riyad al-Sunbati o Madhat Assim), que li va fer de mestre i el va introduir als seus cercles. Això va permetre a Farid una bona formació musical i aconseguir experiència en la interpretació. La primera actuació professional de Farid va ser en un nightclub acompanyant a la seva germana, Amal, que va prendre el nom artístic d'Asmahan.
A la dècada del 1930, la carrera dels dos germans fou paral·lela i Farid va quedar lleugerament a l'ombra de la seva germana, per la qualitat de la seva veu i de la seva interpretació i pel fet que en aquell moment a Egipte un canvi en el règim jurídic havia permès l'aparició de cantants femenines que atreien molt l'atenció del públic. Quan Asmahan va marxar a Síria per casar-se amb un cosí, la carrera individual de Farid es va disparar i va començar a compondre i gravar les seves pròpies cançons. Tanmateix, en tornar Asmahan a Egipt el 1938, de nou formaren parella artística.
El 1941, van protagonitzar la seva primera pel·lícula d'èxit Intisar al-Shabab, ‘El triomf de la joventut’, amb música composta per ell. En aquell moment les seves dues carreres musicals i cinematogràfiques es van propulsar en paral·lel fins a la sobtada mort d'Asmahan en accident de cotxe el 14 de juliol de 1944. Aquest fet deixà completament abatut el seu germà Farid.

## Vida personal

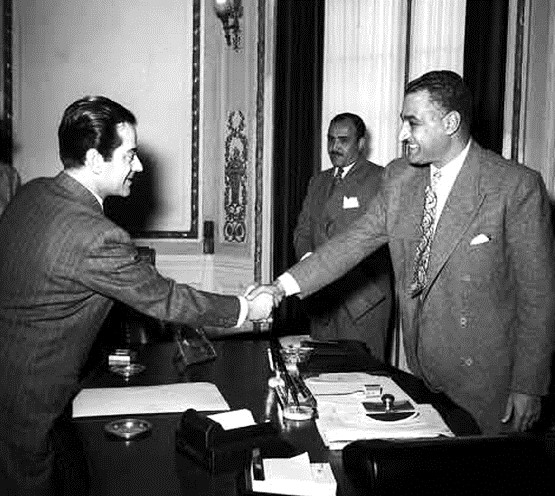
Al-Atrash donant la mà al president egipci Gamal Abdel Nasser, febrer de 1955

L'èxit artístic de les pel·lícules va convertir Farid, gairebé d'un dia per l'altre, en una persona adinerada i el va afeccionar a la bona vida, a la vida nocturna, als afers amorosos i a les apostes en carreres de cavalls.
A la segona meitat dels anys 1940, va començar una relació sentimental amb la ballarina de dansa del ventre Samia Gamal. El 1947 va produir i coprotagonitzar amb ella una pel·lícula dirigida per Henri Barakat: Habib al-'Oumr, ‘L'amor de la meva vida’), que es va convertir en un gran èxit. També va ser un èxit Afrita Hanem, ‘Madame la diablesse’ (1949), també coprotagonitzada amb Samia Gamal. Cinc pel·lícules després, la parella, que no s'havia casat mai, es va separar.

Contrari al matrimoni, però convertit en un seductor, va mantenir efímeres relacions sentimentals amb moltes de les coprotagonistes de les seves pel·lícules, que mai es van consolidar. De fet, sembla que hauria jugat amb la idea del cantant romàntic solitari, protagonista de moltes de les seves pel·lícules, traslladant el personatge cinematogràfic a la seva vida real.

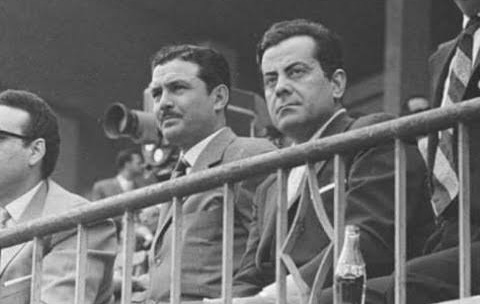
Al-Atrash i Salah Zulfikar durant un esdeveniment esportiu al Caire, 1961

Abans del cop d'estat militar de 1952 contra el rei Faruk I, al-Atrash havia fet amistat amb la reina Nariman, esposa del rei, una relació sentimental que va continuar després del divorci dels monarques i del cop militar que va suposar el destronament de Faruk. La família de l'antiga reina no va acceptar al-Atrash, i la separació de Nariman va dur el cantant a una llarga depressió i l'inici de problemes de salut que van empitjorar des d'aquell moment fins a la seva mort.
Al-Atrash també va estar unit sentimentalment amb l'actiu Shadia, amb qui va estar a punt de casar-se, tot i que aquesta finalment es va casar, quan aparentment encara seguia vinculada a al-Atrash, amb l'actor Imad Hamdi. Tot i aquests desenganys, al-Atrash va seguir fins al darrer moment de la seva vida sent fotografiat en companyia de dones amb qui se suposava que hi mantenia una relació. De fet, Salwa al-Qudsi, la seva darrera companya, va ser fotografiada cridant desconsolada en assabentar-se de la seva mort.
De fet, ell mateix va construir una versió idealitzada de si mateix com un artista modern, fusionant la seva vida sentimental real, amb la dels personatges que interpretava en les seves pel·lícules, així com amb les lletres de les cançons.

## Mort
Al-Atrash, va patir problemes cardíacs durant els seus últims trenta anys de vida. En els últims anys de la seva vida, es va aprimar físicament i la seva veu es va tornar més ronca al mateix temps que es feia més intensa. Els problemes de salut no li van impedir seguir treballant: va seguir produint pel·lícules i actuant en concerts fins al darrer moment.
El 26 de desembre de 1974, al-Atrash va morir a Beirut, al Líban, a l'Hospital Al Hayek, poc després d'arribar de Londres. Al-Atrash va ser enterrat al Caire, a Egipte, al costat de la seva germana i del seu germà.

## Carrera musical
Al-Atrash va tenir una llarga i variada carrera musical que va durar quatre dècades. Va compondre cançons d'estils molt diversos i va ser un compositor, cantant i instrumentista molt considerat. Al-Atrash sostenia que, tot i que part de la seva música tenia influència musical occidental, sempre es va mantenir fidel als principis de la música àrab. Encara que la majoria de les seves composicions eren cançons d'amor romàntiques, també va compondre diverses cançons patriòtiques i religioses.
Tot i que la majoria de la seva música estava pensada per a pel·lícules egípcies en què l'element egipci era predominant (escenaris, arguments, ús del dialecte egipci), al-Atrash també hi va saber incloure peces d'influència síria, com ara alguns mawwals, improvisacions pròpies de la regió siriana en àrab dialectal siri. De fet, al-Atrash tenia la capacitat de cantar tant en el seu dialecte natal siri, com en el dialecte egipci propi de les produccions cinematogràfiques egípcies, fins al punt que alguns sirians que desconeixien el seu origen ètnic el consideraven un actor i cantant egipci de naixement.
D'entre les 224 cançons que compondre es poden destacar:
- قلبي ومفتاحه, Albi wa-muftaḥo, ‘El meu cor i la seva clau’, poema de Fathi Qoura, per a la pel·lícula رسالة من امرأة مجهولة, Resāla min emraʾa maghūla, ‘Carta d'una dona desconeguda’.
- أول همسة, Awal hamsa, ‘El primer xiuxiueig’, poema de Mamoun Chennaoui.
- بساط الريح, Busāṭ ir-rīḥ, ‘La catifa voladora’, poema de Bayrem Ettounsi, per a la pel·lícula آخر كدبة, Āḥer kedba, ‘Una altra mentida’.
- عش أنت, ʿIx anta, ‘Viu tu’, poema de Béchara al Khoury «al-Akhtal as-Saghir», per a la pel·lícula زمان يا حب, Zamān yā ḥobb, ‘Temps, oh amor’.
- جميل جمال, Gamīl gamāl, ‘Quina bellesa’, poema de Mamoun Chennaoui, per a la pel·lícula لحن الخلود, Laḥn al-ẖolūd, ‘La melodia de l'eternitat’.
- حكاية غرامي, Hekāyat ḡarāmī, ‘La història del meu amor’, poema de Mamoun Chennaoui, per a la pel·lícula من أجل حبي, Min agl ḥobbī, ‘Pel meu amor’.
- الربيع, Ar-rabīʿ, ‘La primavera’, poema de Mamoun Chennaoui, per a la pel·lícula عفريتة هانم, ʿAfrīta hānem, ‘Senyora diablessa’.
- ساعة بقرب الحبيب, Saʿa bi-orb el-ḥabīb, ‘Una hora en companyia de l'estimat’, poema de Youssef Badrous, per a la pel·lícula شهر العسل, Xahr el-ʿasal, ‘Lluna de mel’.
- وياك, Wayāk, ‘Amb tu’, poema d'Abdel Aziz Salam, per a la pel·lícula لحن الخلود, Laḥn al-ẖolūd, ‘La melodia de l'eternitat’.
- يا جميل, Ya gamīl, ‘Oh bella’, poema d'Abdel Aziz Salam, per a la pel·lícula قصة حبي, Oṣṣit ḥobī, ‘La història del meu amor’.
- يا حبايبي يا غايبين, Ya ḥabaybī, ya ḡaybīn, ‘Oh estimats meus, oh els meus absents', poema de Morsi Gamil Aziz, per a la pel·lícula نغم في حياتي, Naḡam fī ḥayātī, ‘Una melodia a la meva vida’.
- يا زهرة في خيالي, Ya zahratan fī ẖayālī, ‘Oh flor en la meva imaginació’, poema de Saleh Goudet, per a la pel·lícula حبيب العمر, Ḥabīb el-ʿomr, ‘L'amor de la meva vida’.

## Carrera cinematogràfica
Entre 1941 i 1974, Al-Atrash va protagonitzar 31 pel·lícules musicals, totes en blanc i negre excepte les dues darreres. La darrera pel·lícula, نغم في حياتي, Naḡam fī ḥayātī, ‘Una melodia a la meva vida’, es va estrenar pòstumament. Temàticament, tant va interpretar comèdies com drames, o una combinació d'ambdós gèneres. Al-Atrash va compondre totes les cançons de les seves pel·lícules, incloses les cançons cantades per altres cantants i les peces instrumentals (normalment melodies per a la dansa del ventre). Les primeres pel·lícules podien arribar a incloure unes deu cançons, però en general les pel·lícules tenien una mitjana de cinc cançons cadascuna.
De la seva extensa filmografia es poden destacar: انتصار الشباب, Intiṣār ax-xabāb, ‘El triomf de la joventut’, 1941; يوم بلا غد, Yom bilā ḡad, ‘Un dia sense demà’, 1962; عهد الهوى, ʿAhd el-hawà, ‘L'època de la passió’, 1955; لحن الخلود, Laḥn al-ẖolūd, ‘La melodia de l'eternitat’, 1952; i رسالة من امرأة مجهولة, Resāla min emraʾa maghūla, ‘Carta d'una dona desconeguda’, 1962.

### Filmografia
- انتصار الشباب, Intiṣār ax-xabāb, ‘El triomf de la joventut’, dirigida per Ahmed Badrakhan, protagonitzada amb Asmahan (1941)
- أحلام الشباب, Aḥlām ax-xabāb‘’, ‘Els somnis de la joventut’, dirigida per Kamal Selim, protagonitzada amb Madiha Yousri (1942)
- جمال ودلال, Gamāl wa-dalāl, ‘Bellesa i coqueteria’, dirigida per Stephan Rosti, protagonitzada amb Laila Fawzi (1945)
- شهر العسل, Xahr al-ʿasal, ‘Lluna de mel’, dirigida per Ahmed Badrakhan, protagonitzada amb Madiha Yousri (1945)
- ما أقدرش, Mā aqdar-xi, ‘No puc’, dirigida per Ahmed Badrakhan, protagonitzada amb Tahia Carioca (1946)
- حبيب العمر, Ḥabīb al-ʿomr, ‘L'amor de la meva vida’, dirigida per Henry Barakat, protagonitzada amb Samia Gamal (1947)
- بلبل أفندي, Bolbol efendī, ‘Senyor bulbul’, dirigida per Husain Fawzi, protagonitzada amb Sabah (1948)
- أحبك إنت, Aḥebbak inta, ‘T'estimo a tu’, dirigida per Ahmed Badrakhan, protagonitzada amb Samia Gamal (1949)
- عفريتة هانم, Afrita hānem, ‘Senyoreta dimoniet’, dirigida per Henry Barakat, protagonitzada amb Samia Gamal (1949)
- آخر كذبة, Āẖer keḏba, ‘La darrera mentida’, dirigida per Ahmed Badrakhan, protagonitada amb Samia Gamal (1950)
- تعال سلم, Taʿāl salim, dirigida per Helmy Rafla, protagonitada amb Samia Gamal (1951)
- ما تقولش لحد, Mā taqūl-xi la-ḥad, dirigida per Henry Barakat, protagonitada amb Nour Al Hoda (1952)
- عايزة أتجوز, ʿAyza atgawwez, dirigida per Ahmed Badrakhan, protagonitada amb Nour Al Hoda (1952)
- لحن الخلود, Laḥn al-ẖulūd, ‘La melodia de l'eternitat’, dirigida per Henry Barakat, protagonitada amb Faten Hamama (1952)
- لحن حبي, Laḥn ḥobbī, ‘La melodia del meu cor’, dirigida per Ahmed Badrakhan, protagonitada amb Sabah (1953)
- رسالة غرام, Risālat ḡarām, dirigida per Henry Barakat, protagonitada amb Mariam Fakhr Eddine (1954)
- عهد الهوى, ʿAhd il-hawà, ‘L'època de la passió’, dirigida per Ahmed Badrakhan, protagonitada amb Mariam Fakhr Eddine (1955)
- قصة حبي, Uṣṣit ḥobbī, dirigida per Henry Barakat, protagonitada amb Imane (1955)
- إزاي أنساك, Izāy ansāk, dirigida per Ahmed Badrakhan, protagonitada amb Sabah (1956)
- ودعت حبك, Wadaʿtu ḥubbak, dirigida per Youssef Chahine, protagonitada amb Shadia (1956)
- انت حبيبي, Inta ḥabībī, ‘Tu ets el meu estimat’, dirigida per Youssef Chahine, protagonitzada amb Shadia (1957)
- ماليش غيرك, Mālīx ḡayrak, dirigida per Henry Barakat, protagonitada amb Mariam Fakhr Eddine (1958)
- من أجل حبي, Min agl ḥobbī, dirigida per Kamal El Sheikh, protagonitada amb Magda el-Sabbahi (1959)
- شاطئ الحب, Xāṭiʾ el-ḥobb, dirigida per Henry Barakat, protagonitada amb Samira Ahmed (1961)
- يوم بلا غد, Yom balā ḡadan, ‘Un dia sense demà’, dirigida per Henry Barakat, protagonitada amb Mariam Fakhr Eddine (1962)
- رسالة من امرأة مجهولة, Resālat min emraʾa maghūla, ‘Carta d'una dona desconeguda’, dirigida per Salah Abu Seif, protagonitada amb Lobna Abdel Aziz (1962)
- حكاية العمر كله, Ḥikāyet al-ʿomr kulluh, dirigida per Helmy Halim, protagonitada amb Faten Hamama (1965)
- الخروج من الجنة, El-ẖurūg min el-ganna, dirigida per Mahmoud Zulfikar, protagonitada amb Hind Rostom (1967)
- الحب الكبير, Al-ḥobb al-kabīr, ‘El gran amor’, dirigida per Henry Barakat, protagonitada amb Faten Hamama (1969)
- زمان يا حب, Zamān ya ḥobb, dirigida perAtef Salem, protagonitada amb Zubaida Tharwat (1973)
- نغم في حياتي, Naḡam fī ḥayātī, ‘Una melodia a la meva vida’, dirigida per Henry Barakat, protagonitada amb Mervat Amin (1975)

## Llegat
Al-Atrash va compondre cançons per als millors cantants àrabs, sobretot per a la seva germana Asmahan, però també per a Wadih El-Safi, Shadia, Warda i Sabah. Està àmpliament considerat com un dels quatre «grans» de la música egípcia i àrab, juntament amb Abdel Halim Hafez, Mohammed Abdel Wahab i Oum Kalthoum. El notable guitarrista egipci Omar Khorshid ha versionat les cançons de Farid al-Atrash en un àlbum tribut.
Les seves peces musicals van ser produïdes pel segell Voice of Lebanon, fundat per Robert Khayatt. Tot el catàleg va ser adquirit per Mazzika Group a principis dels anys 2000.
Una de les seves cançons s'ha inclòs a la ràdio del videojoc Grand Theft Auto: Liberty City Stories (2005).
El 19 d'octubre de 2020, Google va celebrar el seu 110è aniversari amb un Google Doodle.